# 8401 Assirelli
8401 Assirelli è un asteroide della fascia principale. Scoperto nel 1994, presenta un'orbita caratterizzata da un semiasse maggiore pari a 2,6635513 UA e da un'eccentricità di 0,0658248, inclinata di 9,18605° rispetto all'eclittica.